# Championnat du monde de Formule 1 1991
Navigation
1990 1992
Le championnat du monde de Formule 1 1991 est remporté par le Brésilien Ayrton Senna sur une McLaren-Honda. McLaren remporte le championnat du monde des constructeurs.
Ayrton Senna construit sa victoire au championnat du monde en remportant les quatre premiers Grand Prix de la saison (assortis de quatre pole positions), ce qui lui permet de prendre une large avance. Toutefois, durant l'été, Nigel Mansell aligne les victoires au volant de sa Williams-Renault et revient sur le pilote brésilien, tout en ayant compromis un succès dans le dernier tour du Grand Prix du Canada en calant de sa propre faute alors qu'il était largement en tête. 
Senna, qui part huit fois en tout de la pole position, reprend de l'avance en s'imposant coup sur coup en Hongrie et en Belgique ; il remporte son troisième titre mondial à Suzuka, comme l'année précédente en prenant la deuxième place du Grand Prix du Japon derrière son coéquipier Gerhard Berger. Alain Prost n'a pour sa part jamais été en mesure de lutter pour le titre, n'obtenant aucune victoire au volant des Ferrari 642 puis 643 et allant jusqu'à comparer cette dernière à un camion, ce qui provoque son renvoi de l'écurie avant la dernière manche du championnat.

## Repères

### Pilotes
Débuts en tant que pilote-titulaire : 
- Mark Blundell chez Brabham.
- Mika Häkkinen chez Lotus.
- Erik Comas chez Ligier.
- Pedro Chaves chez Coloni.
- Eric van de Poele chez Modena.
- Michael Bartels chez Lotus, il roula en alternance avec Johnny Herbert engagé dans plusieurs compétitions différentes.
- Karl Wendlinger chez Leyton House en remplacement de Ivan Capelli, parti pour préserver son coéquipier Mauricio Gugelmin à sa place,  pour les 2 derniers Grands Prix de la saison.
- Fabrizio Barbazza chez AGS, il prit la place de Stefan Johansson à partir du GP de Saint-Marin.
- Naoki Hattori chez Coloni, il remplaça Pedro Chaves pour les deux derniers Grands Prix de la saison.
- Michael Schumacher chez Jordan pour le GP de Belgique pour suppléer Bertrand Gachot emprisonné en Grande-Bretagne.
- Alessandro Zanardi chez Jordan à partir du GP d'Espagne pour remplacer Roberto Moreno.

 Transferts : 
- Stefano Modena quitte Brabham pour Tyrrell.
- Nigel Mansell quitte Ferrari pour Williams.
- Thierry Boutsen quitte Williams pour Ligier.
- Jean Alesi quitte Tyrrell pour Ferrari.
- Bertrand Gachot quitte Coloni pour Jordan
- Andrea De Cesaris quitte Dallara pour Jordan.
- Nicola Larini quitte Ligier pour Modena.

 Retraits : 
- Gregor Foitek (7 GP en 1990).
- Bernd Schneider (9 GP entre 1988 et 1990).
- Martin Donnelly (13 GP en 1989 et en 1990).
- Alessandro Nannini (76 GP, 1 victoire, 2 podiums et 65 points entre 1986 et 1990).
- Paolo Barilla (9 GP en 1989 et 1990).
- Claudio Langes (14 non-préqualifications en 1990).
- Gary Brabham (2 non-préqualifications en 1990).
- Bruno Giacomelli (69 GP, 1 pole position, 1 podium et 14 points entre 1977 et 1990).

 Retours : 
- Martin Brundle (69 GP et 14 points entre 1984 et 1989) chez Brabham.
- Julian Bailey (6 GP en 1988) chez Lotus.
- Stefan Johansson (78 GP, 12 podiums et 88 points entre 1983 et 1989) chez AGS.
- JJ Lehto (7 GP en 1989 et 1990) chez Dallara.

 Transferts en cours de saison : 
- Gabriele Tarquini quitte AGS pour Fondmetal à partir du GP d'Espagne. Il échange sa place avec Olivier Grouillard qui fait le chemin inverse.
- Michael Schumacher quitte Jordan pour Benetton à partir du GP d'Italie. Il échange sa place avec Roberto Moreno qui fait le chemin inverse.
- Gianni Morbidelli quitte Minardi pour Ferrari pour remplacer Alain Prost démissionnaire.

 Retours en cours de saison : 
- Stefan Johansson chez Footwork à la place d'Alex Caffi blessé du GP du Canada au GP de Grande-Bretagne.
- Johnny Herbert chez Lotus pour remplacer Julian Bailey viré. Il pilota en alternance avec Michael Bartels.
- Roberto Moreno chez Minardi pour le GP d'Australie à la place de Gianni Morbidelli parti chez Ferrari.
- Bertrand Gachot chez Lola pour le dernier Grand Prix de la saison à la place d'Éric Bernard blessé.

### Écuries
- L'écurie AGS se retire définitivement du championnat après le GP d'Espagne.
- L'écurie Osella devient l'écurie Fondmetal après son rachat.
- Les écuries Jordan et Modena intègrent le championnat.
- Fournitures de moteurs Honda pour l'écurie Tyrrell.
- Fournitures de moteurs Yamaha pour l'écurie Brabham.
- Fournitures de moteurs Porsche pour l'écurie Footwork. L'écurie délaissera ce moteur à partir du GP de France pour retrouver un Ford Cosworth.
- Fournitures de moteurs Judd pour les écuries Lotus et Dallara.
- Fournitures de moteurs Ford Cosworth pour les écuries Fondmetal, Lola et Jordan.
- Fournitures de moteurs Ilmor pour l'écurie Leyton House.
- Fournitures de moteurs Ferrari pour l'écurie Minardi.
- Fournitures de moteurs Lamborghini pour l'écurie Modena.

### Circuits
- Le Grand Prix de France qui se déroulait au Castellet aura lieu au circuit de Magny-Cours.
- Le Grand Prix d'Espagne qui se déroulait à Jerez aura lieu à Barcelone.

## Règlement sportif

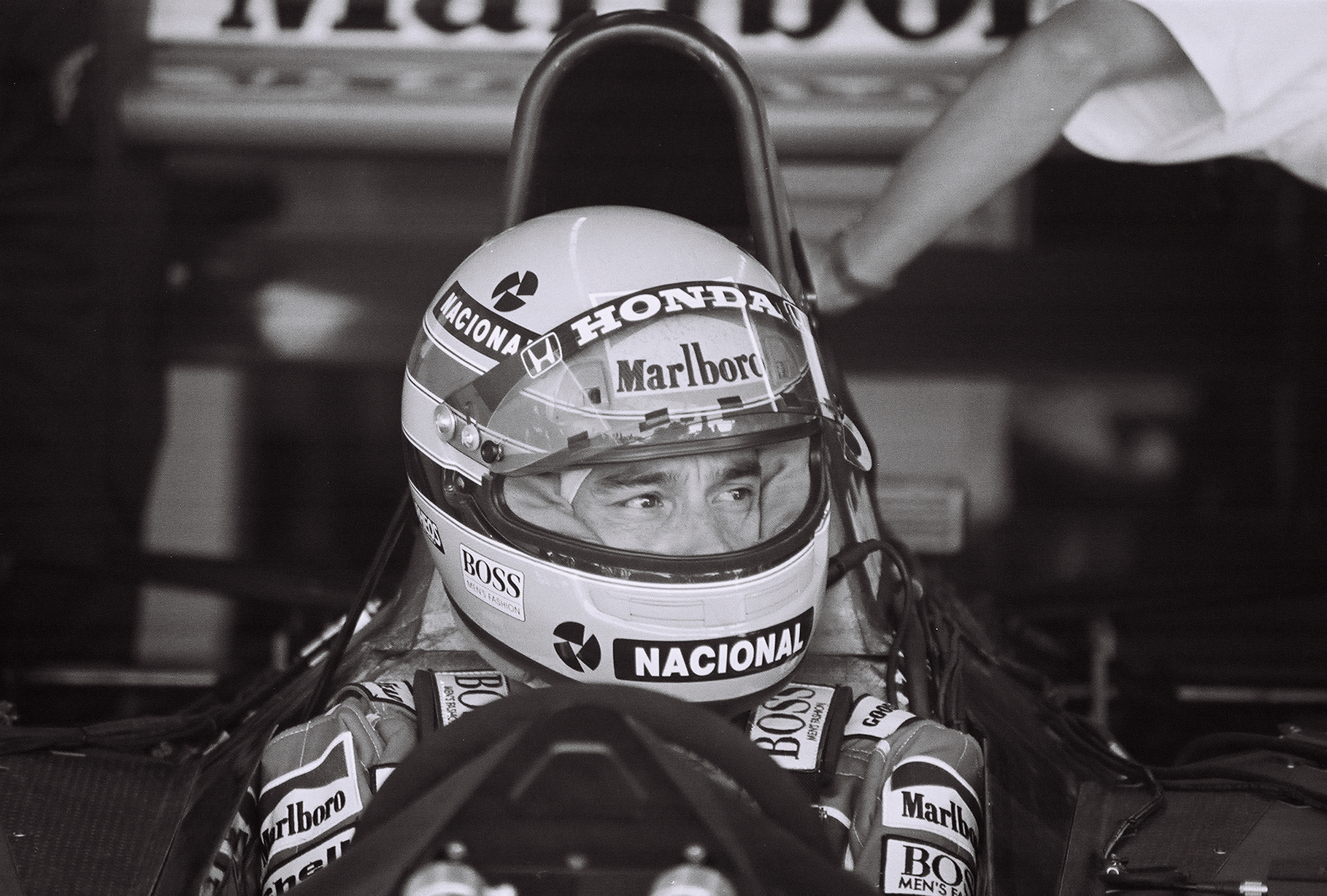
Ayrton Senna au Grand Prix des États-Unis en 1991.

- L'attribution des points s'effectue selon le barème 10, 6, 4, 3, 2, 1.
- Tous les résultats comptent.
- Chaque Grand Prix a une distance prévue de 305 km (plus la fin du dernier tour), mais ne doit pas excéder 2 heures en temps. (Exception : GP de Monaco prévu pour 260 km environ).
- Les préqualifications sont réservées à toutes les monoplaces les moins bien classées lors du championnat précédent puis lors du demi-championnat en cours. La séance de préqualifications se déroule le vendredi matin de 8h00 à 9h00. Les pilotes titulaires des quatre meilleurs temps de la séance peuvent prendre part aux essais qualificatifs aux côtés des 26 monoplaces préqualifiées de droit. Ainsi, 30 monoplaces au maximum sont autorisées à poursuivre le déroulement du Grand Prix.
- Vendredi matin de 10h00 à 11h30 : essais libres (30 monoplaces maxi (26 + 4)).
- Vendredi après-midi de 13h00 à 14h00 : première séance d'essais qualificatifs (30 monoplaces maxi (26 + 4)).
- Samedi matin de 10h00 à 11h30 : essais libres (30 monoplaces maxi (26 + 4)).
- Samedi après-midi de 13h00 à 14h00 : seconde séance d'essais qualificatifs (30 monoplaces maxi (26 + 4)).
- À l'issue des deux séances de qualifications, les 26 monoplaces ayant réalisé les meilleurs temps sont qualifiées pour la course.
- Une séance d'essai de roulage en configuration de course (warm-up) est organisée le dimanche matin, de 10h00 à 10h30.
- Un second warm-up d'un quart d'heure peut être organisé si les conditions météorologiques prévues pour la course changent drastiquement par rapport aux conditions rencontrées lors du premier warm-up.

## Règlement technique: les nouveautés

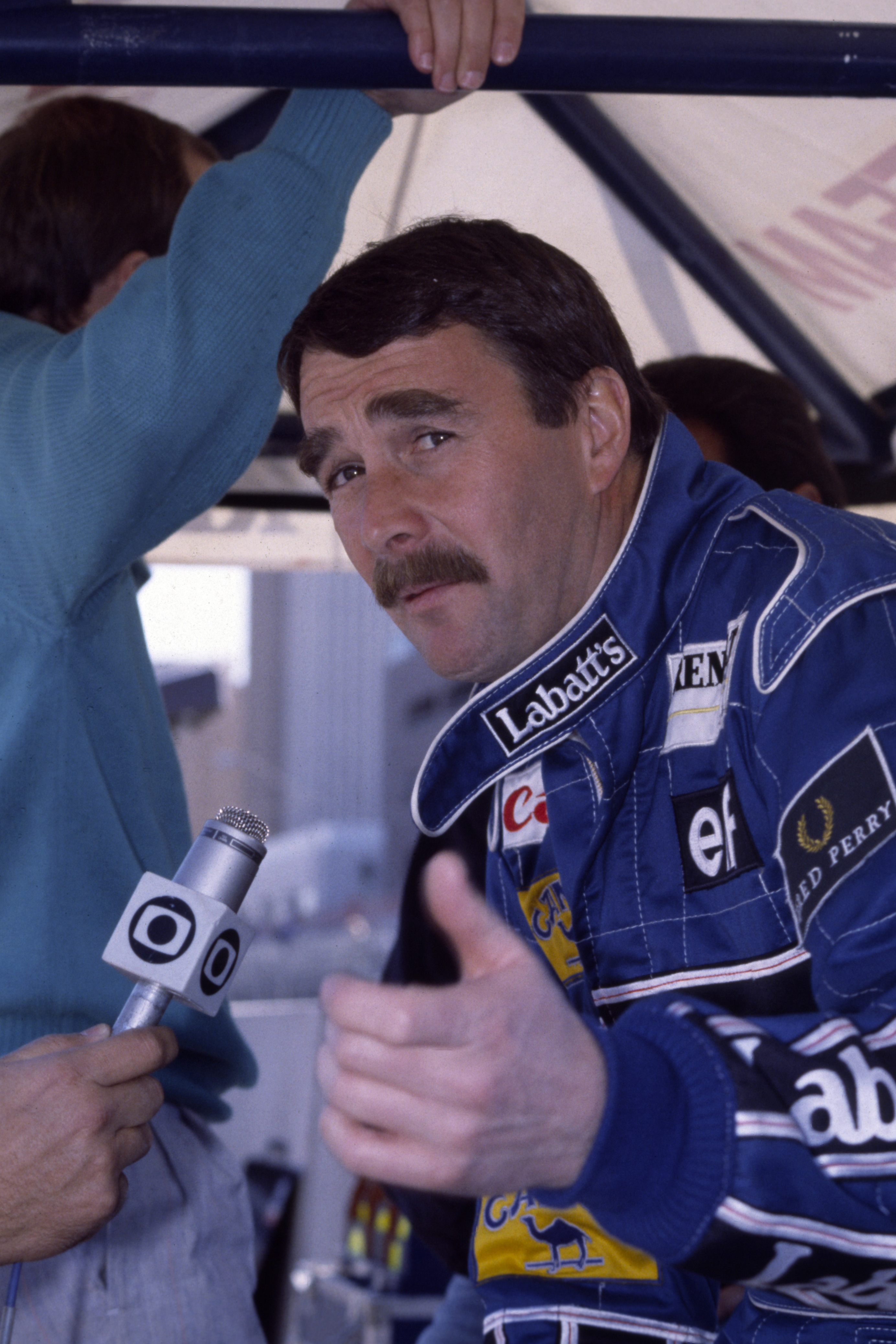
Nigel Mansell au Grand Prix des États-Unis.

- L'arceau est la seule pièce de la monoplace pouvant se situer à plus d'un mètre du sol.
- Porte-à-faux de l'aileron arrière fixé à 90 cm maximum par rapport à l'axe des roues arrière.
- Hauteur minimale de l'aileron avant fixée à 25 mm au-dessus du fond plat ("fences" interdites).
- Carburant type aviation interdit.
- Carburant choisi par chaque écurie respectant les spécifications suivantes 102 RON et 92 MON maximum.
- Réfrigération du carburant interdite.
- Réservoir de carburant en caoutchouc recouvert d'une enveloppe anti-perforation utilisable au maximum pendant 5 ans.
- Canalisations de carburant dotées de systèmes d'auto-obturation.
- Réservoir de carburant obligatoirement situé entre l'habitacle (dos du pilote) et le moteur. Les réservoirs latéraux enveloppant le cockpit sont proscrits.
- Crash-test frontal et latéral obligatoire.
- Cockpit de dimensions permettant au pilote de s'extraire de la monoplace en 5 secondes sans démonter le volant, (45 cm de largeur sur au moins 30 cm de longueur et 60 cm de longueur entre le tableau de bord et le dossier du pilote.
- Cockpit permettant au pilote, assis, ceinturé mais volant ôté, de pouvoir lever ensemble les deux jambes pour que ses genoux dépassent le plan du volant.
- Système de survie composé d'une bouteille d'air médical et d'une durite résistante au feu la raccordant au casque du pilote obligatoire.

## Pilotes et monoplaces
| Écurie                            | Constructeur | Châssis     | Moteur                                        | Pneus | no | Pilotes            | Pilotes d'essais et de réserve                                                            |
| --------------------------------- | ------------ | ----------- | --------------------------------------------- | ----- | -- | ------------------ | ----------------------------------------------------------------------------------------- |
| Honda Marlboro McLaren            | McLaren      | MP4/6       | Honda RA121E 3.5 V12                          | G     | 1  | Ayrton Senna       | Allan McNish Jonathan Palmer Stefan Johansson Roberto Moreno Emanuele Pirro Mark Blundell |
| Honda Marlboro McLaren            | McLaren      | MP4/6       | Honda RA121E 3.5 V12                          | G     | 2  | Gerhard Berger     | Allan McNish Jonathan Palmer Stefan Johansson Roberto Moreno Emanuele Pirro Mark Blundell |
| Braun Tyrrell Honda               | Tyrrell      | 020         | Honda RA101E 3.5 V10                          | P     | 3  | Satoru Nakajima    | Johnny Herbert Volker Weidler                                                             |
| Braun Tyrrell Honda               | Tyrrell      | 020         | Honda RA101E 3.5 V10                          | P     | 4  | Stefano Modena     | Johnny Herbert Volker Weidler                                                             |
| Canon Williams Team               | Williams     | FW14        | Renault RS3 3.5 V10                           | G     | 5  | Nigel Mansell      | Mark Blundell Damon Hill                                                                  |
| Canon Williams Team               | Williams     | FW14        | Renault RS3 3.5 V10                           | G     | 6  | Riccardo Patrese   | Mark Blundell Damon Hill                                                                  |
| Motor Racing Developments Ltd     | Brabham      | BT59Y BT60Y | Yamaha OX99 3.5 V12                           | P     | 7  | Martin Brundle     |                                                                                           |
| Motor Racing Developments Ltd     | Brabham      | BT59Y BT60Y | Yamaha OX99 3.5 V12                           | P     | 8  | Mark Blundell      |                                                                                           |
| Footwork Grand Prix International | Footwork     | A11C FA12   | Porsche 3512 3.5 V12 Ford Cosworth DFR 3.5 V8 | G     | 9  | Michele Alboreto   | Perry McCarthy                                                                            |
| Footwork Grand Prix International | Footwork     | A11C FA12   | Porsche 3512 3.5 V12 Ford Cosworth DFR 3.5 V8 | G     | 10 | Alex Caffi         | Perry McCarthy                                                                            |
| Footwork Grand Prix International | Footwork     | A11C FA12   | Porsche 3512 3.5 V12 Ford Cosworth DFR 3.5 V8 | G     | 10 | Stefan Johansson   | Perry McCarthy                                                                            |
| Team Lotus                        | Lotus        | 102B        | Judd EV 3.5 V8                                | G     | 11 | Mika Häkkinen      | Johnny Herbert                                                                            |
| Team Lotus                        | Lotus        | 102B        | Judd EV 3.5 V8                                | G     | 12 | Julian Bailey      | Johnny Herbert                                                                            |
| Team Lotus                        | Lotus        | 102B        | Judd EV 3.5 V8                                | G     | 12 | Johnny Herbert     | Johnny Herbert                                                                            |
| Team Lotus                        | Lotus        | 102B        | Judd EV 3.5 V8                                | G     | 12 | Michael Bartels    | Johnny Herbert                                                                            |
| Fondmetal F1                      | Fondmetal    | FA1M-E F1   | Ford Cosworth DFR 3.5 V8                      | G     | 14 | Olivier Grouillard | Marco Greco                                                                               |
| Fondmetal F1                      | Fondmetal    | FA1M-E F1   | Ford Cosworth DFR 3.5 V8                      | G     | 14 | Gabriele Tarquini  | Marco Greco                                                                               |
| Leyton House Racing               | Leyton House | CG911       | Ilmor 2175A V10                               | G     | 15 | Mauricio Gugelmin  |                                                                                           |
| Leyton House Racing               | Leyton House | CG911       | Ilmor 2175A V10                               | G     | 16 | Ivan Capelli       |                                                                                           |
| Leyton House Racing               | Leyton House | CG911       | Ilmor 2175A V10                               | G     | 16 | Karl Wendlinger    |                                                                                           |
| AGS Racing                        | AGS          | JH25B JH27  | Ford Cosworth DFR 3.5 V8                      | G     | 17 | Gabriele Tarquini  |                                                                                           |
| AGS Racing                        | AGS          | JH25B JH27  | Ford Cosworth DFR 3.5 V8                      | G     | 17 | Olivier Grouillard |                                                                                           |
| AGS Racing                        | AGS          | JH25B JH27  | Ford Cosworth DFR 3.5 V8                      | G     | 18 | Stefan Johansson   |                                                                                           |
| AGS Racing                        | AGS          | JH25B JH27  | Ford Cosworth DFR 3.5 V8                      | G     | 18 | Fabrizio Barbazza  |                                                                                           |
| Camel Benetton Ford               | Benetton     | B190B B191  | Ford Cosworth HB5 3.5 V8                      | P     | 19 | Roberto Moreno     |                                                                                           |
| Camel Benetton Ford               | Benetton     | B190B B191  | Ford Cosworth HB5 3.5 V8                      | P     | 19 | Michael Schumacher |                                                                                           |
| Camel Benetton Ford               | Benetton     | B190B B191  | Ford Cosworth HB5 3.5 V8                      | P     | 20 | Nelson Piquet      |                                                                                           |
| BMS Scuderia Italia               | Dallara      | 191         | Judd GV 3.5 V10                               | P     | 21 | Emanuele Pirro     |                                                                                           |
| BMS Scuderia Italia               | Dallara      | 191         | Judd GV 3.5 V10                               | P     | 22 | Jyrki Järvilehto   |                                                                                           |
| Minardi F1 Team                   | Minardi      | M191        | Ferrari 037 3.5 V12                           | G     | 23 | Pierluigi Martini  |                                                                                           |
| Minardi F1 Team                   | Minardi      | M191        | Ferrari 037 3.5 V12                           | G     | 24 | Gianni Morbidelli  |                                                                                           |
| Minardi F1 Team                   | Minardi      | M191        | Ferrari 037 3.5 V12                           | G     | 24 | Roberto Moreno     |                                                                                           |
| Ligier Gitanes                    | Ligier       | JS35 JS35B  | Lamborghini 3512 3.5 V12                      | G     | 25 | Thierry Boutsen    | Emmanuel Collard                                                                          |
| Ligier Gitanes                    | Ligier       | JS35 JS35B  | Lamborghini 3512 3.5 V12                      | G     | 26 | Erik Comas         | Emmanuel Collard                                                                          |
| Scuderia Ferrari SpA              | Ferrari      | 642 643     | Ferrari 037 3.5 V12                           | G     | 27 | Alain Prost        | Gianni Morbidelli Andrea Montermini Dario Benuzzi                                         |
| Scuderia Ferrari SpA              | Ferrari      | 642 643     | Ferrari 037 3.5 V12                           | G     | 27 | Gianni Morbidelli  | Gianni Morbidelli Andrea Montermini Dario Benuzzi                                         |
| Scuderia Ferrari SpA              | Ferrari      | 642 643     | Ferrari 037 3.5 V12                           | G     | 28 | Jean Alesi         | Gianni Morbidelli Andrea Montermini Dario Benuzzi                                         |
| Larrousse F1                      | Lola         | 91          | Ford Cosworth DFR V8                          | G     | 29 | Éric Bernard       |                                                                                           |
| Larrousse F1                      | Lola         | 91          | Ford Cosworth DFR V8                          | G     | 29 | Bertrand Gachot    |                                                                                           |
| Larrousse F1                      | Lola         | 91          | Ford Cosworth DFR V8                          | G     | 30 | Aguri Suzuki       |                                                                                           |
| Coloni Racing Srl                 | Coloni       | C4          | Ford Cosworth DFR V8                          | G     | 31 | Pedro Chaves       |                                                                                           |
| Coloni Racing Srl                 | Coloni       | C4          | Ford Cosworth DFR V8                          | G     | 31 | Naoki Hattori      |                                                                                           |
| Team 7Up Jordan                   | Jordan       | 191         | Ford Cosworth HB4 V8                          | G     | 32 | Bertrand Gachot    |                                                                                           |
| Team 7Up Jordan                   | Jordan       | 191         | Ford Cosworth HB4 V8                          | G     | 32 | Michael Schumacher |                                                                                           |
| Team 7Up Jordan                   | Jordan       | 191         | Ford Cosworth HB4 V8                          | G     | 32 | Roberto Moreno     |                                                                                           |
| Team 7Up Jordan                   | Jordan       | 191         | Ford Cosworth HB4 V8                          | G     | 32 | Alessandro Zanardi |                                                                                           |
| Team 7Up Jordan                   | Jordan       | 191         | Ford Cosworth HB4 V8                          | G     | 33 | Andrea De Cesaris  |                                                                                           |
| Modena Team SpA                   | Lamborghini  | 291         | Lamborghini 3512 V12                          | G     | 34 | Nicola Larini      | Mauro Baldi Marco Apicella                                                                |
| Modena Team SpA                   | Lamborghini  | 291         | Lamborghini 3512 V12                          | G     | 35 | Eric van de Poele  | Mauro Baldi Marco Apicella                                                                |

## Grands Prix de la saison 1991
| no  | Date         | Grand Prix                    | Lieu              | Vainqueur        | Écurie           | Pole position    | Record du tour   | Résumé |
| --- | ------------ | ----------------------------- | ----------------- | ---------------- | ---------------- | ---------------- | ---------------- | ------ |
| 501 | 10 mars      | Grand Prix des États-Unis     | Phoenix           | Ayrton Senna     | McLaren-Honda    | Ayrton Senna     | Jean Alesi       | Résumé |
| 502 | 24 mars      | Grand Prix du Brésil          | Interlagos        | Ayrton Senna     | McLaren-Honda    | Ayrton Senna     | Nigel Mansell    | Résumé |
| 503 | 28 avril     | Grand Prix de Saint-Marin     | Imola             | Ayrton Senna     | McLaren-Honda    | Ayrton Senna     | Gerhard Berger   | Résumé |
| 504 | 12 mai       | Grand Prix de Monaco          | Monaco            | Ayrton Senna     | McLaren-Honda    | Ayrton Senna     | Alain Prost      | Résumé |
| 505 | 2 juin       | Grand Prix du Canada          | Montréal          | Nelson Piquet    | Benetton-Ford    | Riccardo Patrese | Nigel Mansell    | Résumé |
| 506 | 16 juin      | Grand Prix du Mexique         | Mexico            | Riccardo Patrese | Williams-Renault | Riccardo Patrese | Nigel Mansell    | Résumé |
| 507 | 7 juillet    | Grand Prix de France          | Magny-Cours       | Nigel Mansell    | Williams-Renault | Riccardo Patrese | Nigel Mansell    | Résumé |
| 508 | 14 juillet   | Grand Prix de Grande-Bretagne | Silverstone       | Nigel Mansell    | Williams-Renault | Nigel Mansell    | Nigel Mansell    | Résumé |
| 509 | 28 juillet   | Grand Prix d'Allemagne        | Hockenheim        | Nigel Mansell    | Williams-Renault | Nigel Mansell    | Riccardo Patrese | Résumé |
| 510 | 11 août      | Grand Prix de Hongrie         | Budapest          | Ayrton Senna     | McLaren-Honda    | Ayrton Senna     | Bertrand Gachot  | Résumé |
| 511 | 25 août      | Grand Prix de Belgique        | Spa-Francorchamps | Ayrton Senna     | McLaren-Honda    | Ayrton Senna     | Roberto Moreno   | Résumé |
| 512 | 8 septembre  | Grand Prix d'Italie           | Monza             | Nigel Mansell    | Williams-Renault | Ayrton Senna     | Ayrton Senna     | Résumé |
| 513 | 22 septembre | Grand Prix du Portugal        | Estoril           | Riccardo Patrese | Williams-Renault | Riccardo Patrese | Nigel Mansell    | Résumé |
| 514 | 29 septembre | Grand Prix d'Espagne          | Barcelone         | Nigel Mansell    | Williams-Renault | Gerhard Berger   | Riccardo Patrese | Résumé |
| 515 | 20 octobre   | Grand Prix du Japon           | Suzuka            | Gerhard Berger   | McLaren-Honda    | Gerhard Berger   | Ayrton Senna     | Résumé |
| 516 | 3 novembre   | Grand Prix d'Australie        | Adélaïde          | Ayrton Senna     | McLaren-Honda    | Ayrton Senna     | Gerhard Berger   | Résumé |

## Classement des pilotes
| Classement | Pilote             | Points | USA | BRA | SMA | MON | CAN | MEX | FRA | GBR | ALL | HUN | BEL | ITA | POR | ESP | JAP | AUS |
| ---------- | ------------------ | ------ | --- | --- | --- | --- | --- | --- | --- | --- | --- | --- | --- | --- | --- | --- | --- | --- |
| Champion   | Ayrton Senna       | 96     | 10  | 10  | 10  | 10  | -   | 4   | 4   | 3   | -   | 10  | 10  | 6   | 6   | 2   | 6   | 5   |
| 2e         | Nigel Mansell      | 72     | -   | -   | -   | 6   | 1   | 6   | 10  | 10  | 10  | 6   | -   | 10  | -   | 10  | -   | 3   |
| 3e         | Riccardo Patrese   | 53     | -   | 6   | -   | -   | 4   | 10  | 2   | -   | 6   | 4   | 2   | -   | 10  | 4   | 4   | 1   |
| 4e         | Gerhard Berger     | 43     | -   | 4   | 6   | -   | -   | -   | -   | 6   | 3   | 3   | 6   | 3   | -   | -   | 10  | 2   |
| 5e         | Alain Prost        | 34     | 6   | 3   | -   | 2   | -   | -   | 6   | 4   | -   | -   | -   | 4   | -   | 6   | 3   |     |
| 6e         | Nelson Piquet      | 26,5   | 4   | 2   | -   | -   | 10  | -   | -   | 2   | -   | -   | 4   | 1   | 2   | -   | -   | 1,5 |
| 7e         | Jean Alesi         | 21     | -   | 1   | -   | 4   | -   | -   | 3   | -   | 4   | 2   | -   | -   | 4   | 3   | -   | -   |
| 8e         | Stefano Modena     | 10     | 3   | -   | -   | -   | 6   | -   | -   | -   | -   | -   | -   | -   | -   | -   | 1   | -   |
| 9e         | Andrea De Cesaris  | 9      | -   | -   | -   | -   | 3   | 3   | 1   | -   | 2   | -   | -   | -   | -   | -   | -   | -   |
| 10e        | Roberto Moreno     | 8      | -   | -   | -   | 3   | -   | 2   | -   | -   | -   | -   | 3   | -   | -   |     |     | -   |
| 11e        | Pierluigi Martini  | 6      | -   | -   | 3   | -   | -   | -   | -   | -   | -   | -   | -   | -   | 3   | -   | -   | -   |
| 12e        | Jyrki Järvilehto   | 4      | -   | -   | 4   | -   | -   | -   | -   | -   | -   | -   | -   | -   | -   | -   | -   | -   |
| 13e        | Bertrand Gachot    | 4      | -   | -   | -   | -   | 2   | -   | -   | 1   | 1   | -   |     |     |     |     |     | -   |
| 14e        | Michael Schumacher | 4      |     |     |     |     |     |     |     |     |     |     | -   | 2   | 1   | 1   | -   | -   |
| 15e        | Satoru Nakajima    | 2      | 2   | -   | -   | -   | -   | -   | -   | -   | -   | -   | -   | -   | -   | -   | -   | -   |
| 16e        | Mika Häkkinen      | 2      | -   | -   | 2   | -   | -   | -   | -   | -   | -   | -   | -   | -   | -   | -   | -   | -   |
| 17e        | Martin Brundle     | 2      | -   | -   | -   | -   | -   | -   | -   | -   | -   | -   | -   | -   | -   | -   | 2   | -   |
| 18e        | Emanuele Pirro     | 1      | -   | -   | -   | 1   | -   | -   | -   | -   | -   | -   | -   | -   | -   | -   | -   | -   |
| 19e        | Mark Blundell      | 1      | -   | -   | -   | -   | -   | -   | -   | -   | -   | -   | 1   | -   | -   | -   | -   | -   |
| 20e        | Ivan Capelli       | 1      | -   | -   | -   | -   | -   | -   | -   | -   | -   | 1   | -   | -   | -   | -   | -   | -   |
| 21e        | Éric Bernard       | 1      | -   | -   | -   | -   | -   | 1   | -   | -   | -   | -   | -   | -   | -   | -   | -   | -   |
| 22e        | Aguri Suzuki       | 1      | 1   | -   | -   | -   | -   | -   | -   | -   | -   | -   | -   | -   | -   | -   | -   | -   |
| 23e        | Julian Bailey      | 1      | -   | -   | 1   | -   |     |     |     |     |     |     |     |     |     |     |     |     |
| 24e        | Gianni Morbidelli  | 0,5    | -   | -   | -   | -   | -   | -   | -   | -   | -   | -   | -   | -   | -   | -   | -   | 0,5 |
| 25e        | Mauricio Gugelmin  | 0      | -   | -   | -   | -   | -   | -   | -   | -   | -   | -   | -   | -   | -   | -   | -   | -   |
| 26e        | Thierry Boutsen    | 0      | -   | -   | -   | -   | -   | -   | -   | -   | -   | -   | -   | -   | -   | -   | -   | -   |
| 27e        | Johnny Herbert     | 0      |     |     |     |     | -   | -   | -   | -   |     |     | -   |     | -   |     | -   | -   |
| 28e        | Nicola Larini      | 0      | -   | -   | -   | -   | -   | -   | -   | -   | -   | -   | -   | -   | -   | -   | -   | -   |
| 29e        | Erik Comas         | 0      | -   | -   | -   | -   | -   | -   | -   | -   | -   | -   | -   | -   | -   | -   | -   | -   |
| 30e        | Gabriele Tarquini  | 0      | -   | -   | -   | -   | -   | -   | -   | -   | -   | -   | -   | -   | -   | -   | -   | -   |
| 31e        | Alessandro Zanardi | 0      |     |     |     |     |     |     |     |     |     |     |     |     |     | -   | -   | -   |
| 32e        | Eric van de Poele  | 0      | -   | -   | -   | -   | -   | -   | -   | -   | -   | -   | -   | -   | -   | -   | -   | -   |
| 33e        | Alex Caffi         | 0      | -   | -   | -   | -   |     |     |     |     | -   | -   | -   | -   | -   | -   | -   | -   |
| 34e        | Olivier Grouillard | 0      | -   | -   | -   | -   | -   | -   | -   | -   | -   | -   | -   | -   | -   | -   |     |     |
| 35e        | Michele Alboreto   | 0      | -   | -   | -   | -   | -   | -   | -   | -   | -   | -   | -   | -   | -   | -   | -   | -   |
| 36e        | Karl Wendlinger    | 0      |     |     |     |     |     |     |     |     |     |     |     |     |     |     | -   | -   |
| 37e        | Stefan Johansson   | 0      | -   | -   |     |     | -   | -   | -   | -   |     |     |     |     |     |     |     |     |
| 38e        | Fabrizio Barbazza  | 0      |     |     | -   | -   | -   | -   | -   | -   | -   | -   | -   | -   | -   | -   |     |     |
| 39e        | Michael Bartels    | 0      |     |     |     |     |     |     |     |     | -   | -   |     | -   |     | -   |     |     |
| 40e        | Pedro Chaves       | 0      | -   | -   | -   | -   | -   | -   | -   | -   | -   | -   | -   | -   | -   |     |     |     |
| 41e        | Naoki Hattori      | 0      |     |     |     |     |     |     |     |     |     |     |     |     |     |     | -   | -   |

- Interrompu au 14e des 81 tours prévus en raison d'une pluie diluvienne, le Grand Prix d'Australie n'a donné lieu qu'à une demi-attribution des points.

## Classement des constructeurs
| Classement | Constructeurs      | Points | USA | BRA | SMA | MON | CAN | MEX | FRA | GBR | ALL | HUN | BEL | ITA | POR | ESP | JAP | AUS |
| ---------- | ------------------ | ------ | --- | --- | --- | --- | --- | --- | --- | --- | --- | --- | --- | --- | --- | --- | --- | --- |
| Champion   | McLaren-Honda      | 139    | 10  | 14  | 16  | 10  | -   | 4   | 4   | 9   | 3   | 13  | 16  | 9   | 6   | 2   | 16  | 7   |
| 2e         | Williams-Renault   | 125    | -   | 6   | -   | 6   | 5   | 16  | 12  | 10  | 16  | 10  | 2   | 10  | 10  | 14  | 4   | 4   |
| 3e         | Ferrari            | 55,5   | 6   | 4   | -   | 6   | -   | -   | 9   | 4   | 4   | 2   | -   | 4   | 4   | 9   | 3   | 0,5 |
| 4e         | Benetton-Ford      | 38,5   | 4   | 2   | -   | 3   | 10  | 2   | -   | 2   | -   | -   | 7   | 3   | 3   | 1   | -   | 1,5 |
| 5e         | Jordan-Ford        | 13     | -   | -   | -   | -   | 5   | 3   | 1   | 1   | 3   | -   | -   | -   | -   | -   | -   | -   |
| 6e         | Tyrrell-Honda      | 12     | 5   | -   | -   | -   | 6   | -   | -   | -   | -   | -   | -   | -   | -   | -   | 1   | -   |
| 7e         | Minardi-Ferrari    | 6      | -   | -   | 3   | -   | -   | -   | -   | -   | -   | -   | -   | -   | 3   | -   | -   | -   |
| 8e         | Dallara-Judd       | 5      | -   | -   | 4   | 1   | -   | -   | -   | -   | -   | -   | -   | -   | -   | -   | -   | -   |
| 9e         | Lotus-Judd         | 3      | -   | -   | 3   | -   | -   | -   | -   | -   | -   | -   | -   | -   | -   | -   | -   | -   |
| 10e        | Brabham-Yamaha     | 3      | -   | -   | -   | -   | -   | -   | -   | -   | -   | -   | 1   | -   | -   | -   | 2   | -   |
| 11e        | Lola-Ford          | 2      | 1   | -   | -   | -   | -   | 1   | -   | -   | -   | -   | -   | -   | -   | -   | -   | -   |
| 12e        | Leyton House-Ilmor | 1      | -   | -   | -   | -   | -   | -   | -   | -   | -   | 1   | -   | -   | -   | -   | -   | -   |
| 13e        | Ligier-Lamborghini | 0      | -   | -   | -   | -   | -   | -   | -   | -   | -   | -   | -   | -   | -   | -   | -   | -   |
| 14e        | Modena-Lamborghini | 0      | -   | -   | -   | -   | -   | -   | -   | -   | -   | -   | -   | -   | -   | -   | -   | -   |
| 15e        | AGS-Ford           | 0      | -   | -   | -   | -   | -   | -   | -   | -   | -   | -   | -   | -   | -   | -   |     |     |
| 16e        | Fondmetal-Ford     | 0      | -   | -   | -   | -   | -   | -   | -   | -   | -   | -   | -   | -   | -   | -   | -   | -   |
| 17e        | Footwork-Ford      | 0      |     |     |     |     |     |     | -   | -   | -   | -   | -   | -   | -   | -   | -   | -   |
| 18e        | Footwork-Porsche   | 0      | -   | -   | -   | -   | -   | -   |     |     |     |     |     |     |     |     |     |     |
| 19e        | Coloni-Ford        | 0      | -   | -   | -   | -   | -   | -   | -   | -   | -   | -   | -   | -   | -   |     | -   | -   |